# Ілліт

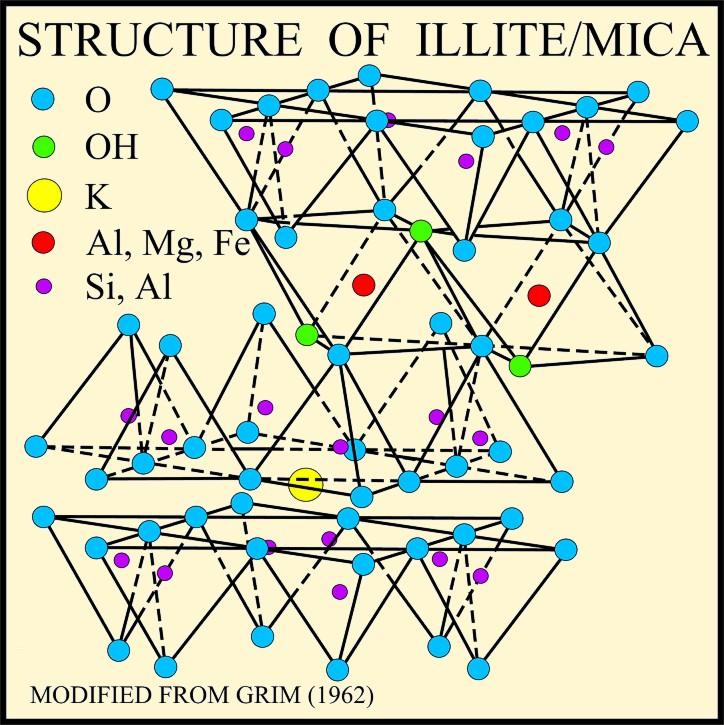
Структура ілітової слюди — USGS

Ілліт, іліт (рос. иллит; англ. illite; нім. Illit) — назва групи мінералів-слюд, водних алюмосилікатів калію. Тонкодисперсні відміни гідромусковіту.

## Історія та етимологія
Ілліт вперше був описаний у 1937 році в сланцях Maquoketa в окрузі Калхун, штат Іллінойс, США. Назва походить від його типового розташування в штаті Іллінойс.

## Загальний опис
Хімічна формула: (KH3O)(AlMgFe)2 (AlSi)4O10 [(OH)2, H2O]. Сингонія моноклінна. Колір білий. Густина 2,642-2,688. Блиск скляний. Напівпрозорий.
Ілліти — важливі породотвірні мінерали багатьох осадових глинистих порід. Найбільш розповсюджені мінерали глинистих сланців та аргілітів. Утворюються в морських умовах, присутні у ґрунті та в зонах гідротермальних змін як аутигенні мінерали.

## Різновиди
Розрізняють:
- ілліт кальціїстий (мінерал, перехідний до монтморилоніту — (Ca, Na)<1Al2[(OH)2AlSi3O10]);
- ілліт натріїстий (гідропарагоніт);
- ілліт хромистий (відміна іліту, яка містить до 12 % Cr2O3).